# Свръхнова
Супернова пренасочва насам.  За филма от 2000 г. вижте Супернова (филм).
В астрономията свръхнова (също супернова) се отнася до няколко вида звездни експлозии, пораждащи изключително ярки обекти, които постепенно избледняват в течение на няколко месеца или седмици.

## Възникване
Съществуват два начина за пораждане на свръхнова:
- Тип I: Бяло джудже вследствие на акреция на материя от съседна звезда придобива критична маса и се взривява.
- Тип II: Масивна звезда, изчерпала наличните елементи в ядрото си, необходими за протичането на термоядрен синтез, се свива под въздействието на собствената си гравитация.

В двата типа експлозията изхвърля по-голямата част от материята на звездата в околното пространство с голяма скорост, пораждайки ударна вълна, която впоследствие формира видимия остатък от свръхновата. Известен остатък от свръхнова е SN 1604, чиято снимка се вижда отдясно.
Експлозиите на свръхнови са източник на практически всички елементи във Вселената, по-тежки от кислорода и са единственият източник на елементи по-тежки от желязото. Експлозиите изхвърлят тези тежки елементи в междузвездното пространство, обогатявайки с нови елементи и сгъстявайки газовите облаци, които впоследствие образуват нови звезди. Химичният състав на Слънчевата система също включва примеси от предишни свръхнови, за някои от които се смята, че са повлияли пряко върху възможностите за развитие на живот на Земята.
Терминът „нова“ отразява внезапното появяване на нова ярка звезда на небосвода. Представката „свръх“ се използва за разграничаване от звезди, чиято яркост понякога нараства чрез съществено отличаващи се механизми от свръхновата, но в много по-малка степен. Свръхновата всъщност не е нова звезда, а е умираща стара звезда.

## Класификация
Свръхновите се делят на два класа според своите спектрални линии (виж „Оптически спектри на свръхновите“ от Филипенко (Годишен преглед на астрономията и Астрофизиката, Брой 35, 1997, страница 309 – 355) за подробно описание).
При установено наличие на водород свръхновата попада в Тип II, а в противен случай – в Тип I. Освен главните типове са налични и подтипове в зависимост от наличието на допълнителни спектрални линии и кривата на блясъка.

### Обобщение
Тип I
Отсъствие на водород (Линия на Балмър)
Тип Ia
Линия на силиций II на дължина на вълната 615 nm
Тип Ib
Линия на хелий I на 587,6 nm
Тип Ic
Слаби или отсъстващи линии на хелия
Тип II
Има линии на водорода
Тип II-P
„Плато“ на кривата на блясъка
Тип II-L
Линейна крива на блясъка

### Тип Ia
При свръхнови от тип Ia няма наличен хелий и водород, за сметка на поглъщащите линии на силиция. Теорията за произхода на тези свръхнови, намираща най-широк прием, е, че те са резултат от натрупването на маса (акреция) върху повърхността на изградено предимно от въглерод и кислород бяло джудже в двойна система. Гравитацията на джуджето притегля материал от другата звезда (най-често червен гигант) до преминаването на границата на Чандрасекар.
Увеличаването на налягането повишава температурата в центъра на бялото джудже. В определен миг температурата става достатъчно висока, за да предизвика реакция на термоядрен синтез. Нейният фронт се разпространява дефлаграционно. „Пламъкът“ на фронта се разпространява с нарастваща скорост вследствие на нестабилността на Рейли-Тейлър и взаимодействие с турболентността. Смята се, че в определен миг фронтът започва да се разпространява детонационно.
Общата енергия, отделена при термоядрената реакция, е около 1044 джаула. Това причинява мащабна експлозия и поражда ударна вълна, движеща се със скорост над 10000 км/с, както и значително увеличаване на яркостта на звездата. Енергията, отделена при свръхнова от тип Ia, е най-голямата измежду всички видове свръхнови. Най-далечният наблюдаван астрономически обект (с изключение на галактиките) е свръхнова от тип Ia.
Механизмът на акреция предполага, че бялото джудже натрупва маса (главно от водород или хелий по повърхността си) бавно и слоят от леки елементи се нагрява от гравитационното свиване. В резултат от нагряването настъпват периодични „запалвания“ на материала на повърхността, без това да предизвика цялостна експлозия. Такова термоядрено запалване отделя по-малко енергия и се нарича избухване на нова. Част от продуктите на горенето остават върху джуджето и увеличават масата му. Възможно е след няколко такива запалвания (които настъпват средно през 50–100 години) джуджето да натрупа достатъчно въглерод и кислород, за да увеличи масата си над границата на Чандрасекар и да избухне. Все още няма наблюдаван такъв преход.
Свръхновите от тип Ia имат крива на блясъка, при която близо до максималната яркост спектърът съдържа линии на елементи между кислорода и калция (по атомно тегло), които са основните изграждащи елементи на външните слоеве на звездата. Месеци след експлозията, когато външните слоеве са се раздули до такава степен, че са станали прозрачни, спектърът се насища със светлина от материята в близост до ядрото на звездата: тежки елементи, синтезирани по време на експлозията — най-вече елементи от групата на желязото. Радиоактивният разпад на никел-56 през кобалт-56 в желязо-56 отделя високоенергийни протони.
За разлика от другите видове свръхнови, тези от тип Ia се наблюдават във всички видове галактики, дори в елиптичните.
Сходството на формата на профилите на яркостта на всички известни свръхнови от тип Ia е довело до тяхното използване в качеството на стандартни свещи на галактическата астрономия. Все още не са установени точните причини за това сходство. В края на 90-те години на XX век при наблюдения на свръхнови от тип Ia беше установено, че Вселената се разширява все по-бързо.

### Тип Ib и Ic
В началните фази на свръхнови от типовете Ib и Ic в спектрите отсъстват линии на водорода и поглъщащи линии на силиция на 615 нанометра. За разлика от свръхновите от тип Ia, звездите от типове Ib и Ic  губят по-голямата част от външните си слоеве вследствие на интензивен слънчев вятър и/или гравитационни въздействия с другата звезда от двойна звездна система (ако звездата е двойна). За свръхновите от тип Ib се смята, че са резултат от сгъстяване на звезда на Волф-Райе.

### Тип II
Звезди, значително по-масивни от Слънцето, еволюират по доста по-сложен начин. В ядрото на Слънцето всяка секунда 589 милиона тона водород се превръщат в 584 милиона тона хелий чрез термоядрена реакция на сливане. Разликата от 4,26 милиона тона материя се излъчва в околното пространство като светлина.
Полученият хелий се натрупва в ядрото и докато звездата има достатъчно запас от водород, нейната температура не е достатъчно висока, за да предизвика термоядрена реакция на сливане на хелия. Впоследствие обаче звездата изчерпва наличния водород в ядрото си, термоядрените реакции отслабват и звездата започва да се свива под действието на собствената си гравитация. Свиването води до повишаване на температурата, достатъчно за преминаване към следващия, сравнително по-кратък период (по малко от 10%) от общия живот на звездата. През този период хелият се превръща във въглерод.
Ако звездата има маса, по-малка от десет слънчеви маси, тя не е достатъчно масивна, за да позволи превръщането на въглерода в други елементи, и той се натрупва в ядрото ѝ. Термоядрените процеси постепенно затихват, плътността на ядрото се повишава значително и звездата се превръща в бяло джудже. От своя страна белите джуджета могат да избухнат като свръхнови от тип Ia.
При по-масивна звезда гравитацията е толкова голяма, че свива материята достатъчно, за да могат да протекат реакции, превръщащи въглерода в по-тежки елементи. В ядрото на такава звезда се обособяват слоеве от химически елементи с нарастваща атомна маса по посока на центъра. За такава звезда е характерно неустойчивото отделяне на енергия, като ядрото периодично се свива и сгъстява след изчерпване на запаса на даден елемент, докато достигне температура, достатъчна за образуването на следващия по-тежък елемент, след което се раздува поради интензивното протичане на реакциите. Такива звезди се наричат променливи. Всеки пореден цикъл на разширение и свиване води до загуба на част от най-външните слоеве на звездата, които се разпръскват в междузвездното пространство.
С нарастването на атомната маса на елементите, участващи в термоядрения синтез, намалява отделената енергия, тъй като ядрата на по-тежките елементи (до желязото) имат по-висока свързваща енергия, която ги прави по-устойчиви от леките елементи.
Елементът с най-висока свързваща енергия е желязото (Fe). Този елемент е своеобразна преграда за по-нататъшното протичане на ядрените реакции на разпад в посока към по-леките елементи и термоядрените реакции на синтез в посока към по-тежките.
За типична масивна звезда са характерни следните слоеве на протичане на термоядрените реакции: водород в хелий по протонната верига, хелий във въглерод по тройния алфа-процес, въглерод и хелий в кислород, кислород в неон, неон в магнезий, магнезий в силиций и силиций в желязо. В самия център на звездата желязото се натрупва и поради споменатите причини не участва в по-нататъшни реакции.
Желязното ядро се намира под огромно налягане, породено от тежестта на външните слоеве. Тъй като в него не протичат термоядрени реакции. то не може да бъде поддържано в равновесие от плазменото налягане, а се поддържа от електронното налягане по принципа на Паули. Ако масата на желязното ядро надхвърли границата на Чандрасекар, то по-нататъшното свиване е неизбежно и електроните в ядрото се сливат с протоните, образувайки плътен обект, наречен неутронна звезда и съставен единствено от неутрони. В процеса на сливане се отделя интензивно гама-лъчение което разгражда част от железните ядра в 13 алфа-частици и 4 неутрона. При този процес се поглъща енергия.
При сливането на електрон и протон се образува неутрон и се отделя неутрино, което отнася част от освободената енергия, ускорявайки по-нататъшното свиване на ядрото. Накрая ядрото се свива  хилядни от секундата, при което се отделя от външните слоеве на звездата, които се свиват по-бавно. Така ядрото на звездата придобива плътността на неутрон, въпреки че може да има диаметър от няколко километра.
Един кубичен сантиметър от такава материя тежи няколко милиарда тона. На гравитацията се противопоставя налягането на неутронния газ, породено от по принципа на Паули.
Ако ядрото обаче е по-тежко от десет слънчеви маси, дори неутронното налягане не е способно да противодейства на свиването под действието на гравитацията и неутронната звезда се превръща в черна дупка. Някои учени смятат, че съществува междинна фаза, наречена кваркова звезда, при която липсват елементарни частици, а материята се намира под формата на кварки.
Неутронната звезда е толкова плътна, че единствено неутриното е способно да преодолее нейното привличане. По-голямата част от гравитационната потенциална енергия на звездата се превръща в поток от неутрино с продължителност от около 10 секунди, при който се отделят до 1046 джаула. От тази енергия около 1044 J се поглъща от звездата. Типичната енергия на една частица след експлозията на свръхновата е от 1 до 150 пикоджаула. Потоците от неутрино, породени от свръхновата 1978А, са регистрирани в потвърждение на теоретичните модели.
Главният неразрешен проблем за свръхновите от тип II е начинът на прехвърляне на енергия между неутриното и останалата част от звездата, посредством което се образува ударната вълна на експлозията. Смята се, че около 1% от общата енергия се отдава от частиците неутрино назвездата, но дори тази малка част поражда проблеми в теоретичен план. През 90-те години на XX век е разработен моделът на конвекционното преобръщане, който описва конвекция на неутрино или на сгъстяваща се материя от външните слоеве на звездата.
Елементи, по-тежки от желязото, се образуват по време на експлозията посредством прихващане на неутрони и последващ радиоактивен разпад. Образуваните елементи се разпръскват в междузвездното пространство.
Неутриновата физика, описвана от стандартния модел, и хидродинамиката играят ключова роля за разбирането на процесите, протичащи при избухване на една свръхнова. Успешно биват приложени компютърни модели на свръхнови от тип II, но от първата секунда след експлозията нататък. Процесите в първата секунда на взрива все още не са описани с нужната точност. Учените могат успешно да предскажат типа на елементите, получени от свръхновата и очакваната крива на блясъка.
Тип II свръхнови могат да бъдат разделени на класове в зависимост от кривите им на блясъка. При тип II-P свръхнови се наблюдава „плато“ на кривата, докато при тип II-L величината намалява линейно (яркостта намалява експоненциално). Смята се че свръхновите от тип II-P имат значителна външна обвивка от водород която превръща значителна част от гама лъчението на експлозията във видима светлина, докато тип II-L нямат такава обвивка.
Свръхновите могат също да бъдат разделени според вида на техния спектър. При повечето свръхнови от тип II се наблюдават широки линии на излъчване издаващи голямата скорост на раздуване на ударната вълна, докато малка част имат определени тесни линии за които се счита че са породени от взаимодействията на ударната вълна с околозвезден материал. Такива свръхнови с тесни линии се наричат тип IIn.
Някои свръхнови като SN 1987K и 1993J променят типа си: първоначално се наблюдават линии на водород, но след няколко седмици до няколко месеца те отстъпват място на хелиеви линии. Типът IIb се използва за означаване на свръхнови с черти, принадлежащи на класовете II и Ib. Такива експлозии вероятно са породени от масивни звезди изгубили повечето, но не цялото количество водород във външните си слоеве. След разширяване на фронта на експлозията водородният слой изтънява и става прозрачен.
Спекулира се че някои от най-големите звезди могат да избухнат в хипернова, превръщайки ядрото си направо в черна дупка. При този процес два потока от високоенергийна плазма се отделят от полюсите на звездата със скорост почти равна на тази на светлината. Тези потоци отделят интензивно гама лъчение и са едни от „заподозрените“ явления обясняващи избухванията на гама лъчи.

## Именуване на свръхнови
Новооткритите свръхнови биват докладвани на Международния астрономически съюз в централното бюро за астрономически телеграми. Бюрото оповестява името, което се състои от годината на откриване и означение от една или две букви. На първите 26 свръхнови за една календарна година биват давани последователно латинските букви от A до Z, а в случай на повече от 26 означенията се продължават с AA, AB и така нататък.

## Известни свръхнови
- 1006 – SN 1006 – Изключително ярка свръхнова; фигурира в записи от Египет, Ирак, Италия, Швейцария, Китай и Япония. Наблюдавана в съзвездието Вълк; видима величина: -10.
- 1054 – SN 1054 – година на зараждане на Ракообразната мъглявина, отбелязана от китайски астрономи. Наблюдавана в съзвездието Бик; видима величина: -6.
- 1181 – SN 1181 – Свръхнова в съзвездието Касиопея наблюдавана от китайски и японски астрономи. Видима величина: -2.
- 1572 – SN 1572 – Свръхнова в съзвездието Касиопея, наблюдавана от Тихо Брахе. В книгата му De Nova Stella за първи път се употребява термина „нова“. Видима величина: -4;
- 1604 – SN 1604 – Свръхнова в съзвездието Змиеносец, наблюдавана от Йохан Кеплер; последната наблюдавана свръхнова в Млечния път. Видима величина: -2
- 1885 – S Andromedae в галактиката Андромеда, открита от Ернст Хартвиг. Видима величина: +7.
- 1987 – Свръхнова 1987A в Големия магеланов облак, наблюдавана няколко часа след началото ѝ; първата свърхнова дала възможност за потвърждение на съвременните теории. Видима величина: +3

Свръхновата от 1604 г. е използвана от Галилео Галилей за оборването на Аристотеловата догма, че небосводът никога не се променя.

## Роля на свръхновите в звездната еволюция
Свръхновите обогатяват междузвездното пространство с метали (астрономите наричат метали всички елементи по-тежки от хелий). По този начин всяко следващо поколение звезди има различен състав спрямо по-ранните. Наличието на тежки елементи влияе значително върху наличието и вида на планетните системи, които биват образувани около дадена звезда.